# Ямна Горішня
Ямна Горішня (пол. Jamna Górna) — неіснуюче нині село, що лежало на прадавніх українських землях, в долині потічка Ямнянки, притоки річки Вігор, яка в свою чергу є притокою р. Сян. Нижче по течії Ямнянки знаходилися також села Ямна Долішня та Трійця, а найближчими містами були Риботичі та Арламів.

## Історія
Найстарший документ, що розповідає про заселення берегів Вігора а також його приток, датується 1367 роком. Потік Ямнянка в різних джерелах називається також Ямніцею, Ямнічою, Ямною. Назва походить від слова яма — потік творить заглиблення серед пагорбів. Назва Горішня було додано для відокремлення від заснованої раніше Ямни Долішньої. Перші мешканці прибули з Макової і поселилися на цій землі за волоським правом за сприяння князя Федка Русина. Це були мисливці та бортники (бджолярі). Перші згадки про них на цих теренах маємо в документі від 15 листопада 1511 року, де згадуються бортнарі королівської Ямни Горішньої. У 1565 році в селі проживало 24 господаря на 18 ланах (близько 300 га). Громада мала власного священика. З 1628 року село перебувало у власності Адама Островського та його дружини Софії з роду Шоніковських. А з 1651 року Миколая Оссолінського, при якому війтом був Еліаш (Ілля) Лещинський. З 1674 року відлучена від староства Перемишльського і визначена як власність королівська. У наступні 100 років часто змінювала власника. До 1772 року входила до складу Перемишльської землі Руського воєводства Королівства Польського.
У 1772 році після першого розподілу Польщі відійшла до власності державної скарбниці імперії Габсбургів, входила до провінції Королівство Галичини та Володимирії, пізніше була продана у приватні руки. У 1812 році за 31000 злотих купив Павло Тишковський, власник маєтку в Риботичах. В руках роду Тишковських гербу Ґодзава частина Ямни та навколишніх земель перебувала до 1920 року. Після смерті Павла Тишковського (17 вересня 1920 року) згідно з його заповітом маєток передано Польській академії знань у Кракові. Під час Галицького повстання 1 березня 1846 року знищено панський двір у селі. В 1848 р. на знак знесення панщини змуровано придорожню капличку (зруйнована в 1950-х роках).
Недалеко від Ямни Горішньої при границі з селом Грузова функціонувала закладена наприкінці XIX століття гута скла, що діяла до 30-х років XX століття. Поряд стояв млин та парова лісопильня, що належали М. Сегалу. З кінця XVIII до середини XX століття діяла також водяна лісопильня.

Церква Св. Михаїла у с. Ямна Долішня, існувала з 1905 до 1950-х років (малюнок С. Ґібінського).

У 1905—1913 рр. емігрували до США щонайменше 11 осіб. 24 жителі села воювали під час Першої світової війни, 5 загинули, 9 були в російському полоні.
Після розпаду Австро-Угорщини і утворення 1 листопада 1918 р. Західноукраїнської Народної Республіки це переважно населене українцями село Надсяння було окуповане Польщею. З 1936 р. в селі діяла читальня «Просвіти». В 1937 громада збудувала простору школу з 6 класами. На 1.01.1939 в селі було 930 жителів, з них 890 українців-грекокатоликів, 10 українців-римокатоликів, 15 поляків, 15 євреїв. Село входило до ґміни Риботиче Добромильського повіту Львівського воєводства.
Після початку Другої світової війни (8 осіб воювали, 2 загинули) 13 вересня 1939 року війська Третього Рейху увійшли в село, та після вторгнення СРСР до Польщі 27 вересня увійшли радянські війська і Ямна Горішня, що знаходиться на правому, східному березі Сяну, разом з іншими навколишніми селами відійшла до СРСР та ввійшла до складу утвореної 27 листопада 1939 року Дрогобицької області УРСР (обласний центр — місто Дрогобич).
З початком німецько-радянської війни 27 червня 1941 року село було зайняте військами вермахту. 21 особа вивезена до Німеччини на примусові роботи, а 1 ув'язнена до Освенциму й там загинула.
28 липня 1944 року німці покинули цю територію. Від 30 липня до 2 серпня в селі формувалася сотня УПА. Село на наступні 3 роки стало «повстанською столицею». 19 серпня село оточило НКВД і примусово мобілізувало 23 українців до Червоної Армії (4 стали інвалідами, 8 загинуло і 2 пропали безвісти).
В березні 1945 року Ямну Горішню, як і весь Бірчанський район з районним центром Бірча, Ліськівський район з районним центром Лісько та західна частина Перемишльського району включно з містом Перемишль зі складу Дрогобицької області передано Польщі.

### Церква
Перша церква Св. Михаїла згадується вже в 1565 році, наступна була збудована в 1843 і простояла до 1946 року, коли була зруйнована. Ця церква належала до парафії у с. Трійця Добромильського деканату Перемишльської єпархії УГКЦ. В селі також був греко-католицький цвинтар, закладений у XVI столітті, діяв до 1946 року, в 1955 р. зруйнований бульдозером. В 2004 році на місці давнього цвинтаря з'явились два безіменні хрести, а весною 2006 їх налічувалося вже три. Ці хрести встановлені на згадку про похованих повстанців УПА, родин Боровських (жили в Ямні з кінця XVIII ст.) і Шміликів.

## Демографія
- 1565 — 24, священник К. Вольський
- 1785—373 греко-католики, 12 римо-католиків, 22 юдеї
- 1840—601 греко-католик
- 1859—515 греко-католиків
- 1879—518 греко-католиків
- 1890—609 греко-католиків, 29 юдеїв
- 1921—678 греко-католиків, 24 римо-католика, 39 юдеїв (112 дворів)
- 1929—736 греко-католиків
- 1939—890 греко-католиків

### Виселення
9 вересня 1944 р. між Радянським Союзом та тимчасовим урядом Польщі було підписано договір про прийняття так званої Лінії Керзона як польсько-українського кордону. Згідно з ним частина земель з переважно українським населенням відходила до Польщі (Підляшшя, Холмщина, Надсяння і Лемківщина). По той бік кордону опинялися близько мільйона українців. У вересні-жовтні 1944 почалося добровільне переселення, яке в 1945 році стало примусовим. Спроба виселення наприкінці вересня була упереджена УПА в ході кількагодинного бою в лісі Пасіка і польське військо змушене було повернутися до Арламова. 11-12 жовтня 1945 відбулася наступна спроба виселення українців з села Ямна Горішня, частину яких вигнали на територію СРСР, де більшість чоловіків були ув'язнені, а решта оселилися переважно в с. Калинів Самбірського району Дрогобицької області та в с. Звенигород Бучацького району Тернопільської області в оселі виселених німців. Але значна частина людей ще перед прибуттям 30 полку піхоти Війська польського сховалась у лісі та в сусідньому селі Арламові, котре було виселене раніше, та незабаром повернулися в село. 5 листопада спорожнілі хати виселених українців, ймовірно, спалені УПА задля недопущення поселення поляків.
10 квітня 1947 року в село прибули польські військові й арештували кількох юнаків і кількох дівчат. 1 травня Корпус Внутрішньої Безпеки зігнав жителів до Арламова і кілька днів проводив переслухування з садистськими побоями. Двох українців ув'язнили до Явожна, а поляк солтис Ямни Грабовський після повернення з Явожна не тільки зрікся свого польського походження, але й відмовлявся розмовляти польською мовою. 10-15.05.1947 78 родин (337 осіб) були депортовані на ті території в західній та північній частині польської держави (так звані повернені території), що до 1945 належали Німеччині. Вночі 20 вересня 1947 р. згоріло 65 порожніх хат, ймовірно, спалені УПА задля недопущення поселення поляків.
У 1950-х роках всі будівлі села були зруйновані, розібрана церква, бульдозерами зрівняли з землею не тільки селянські подвір'я, але й цвинтар. З кінця 1950-х безлюдна територія села разом з територіями інших навколишніх виселених сіл належала до відпочинкового комплексу Ради Міністрів, а з 1990-х територія колишніх сіл Ямна Горішня та Ямна Долішня ввійшли до ландшафтного парку «Перемишльське Підгір'я».